# Knooppunt Schiphol-Noord

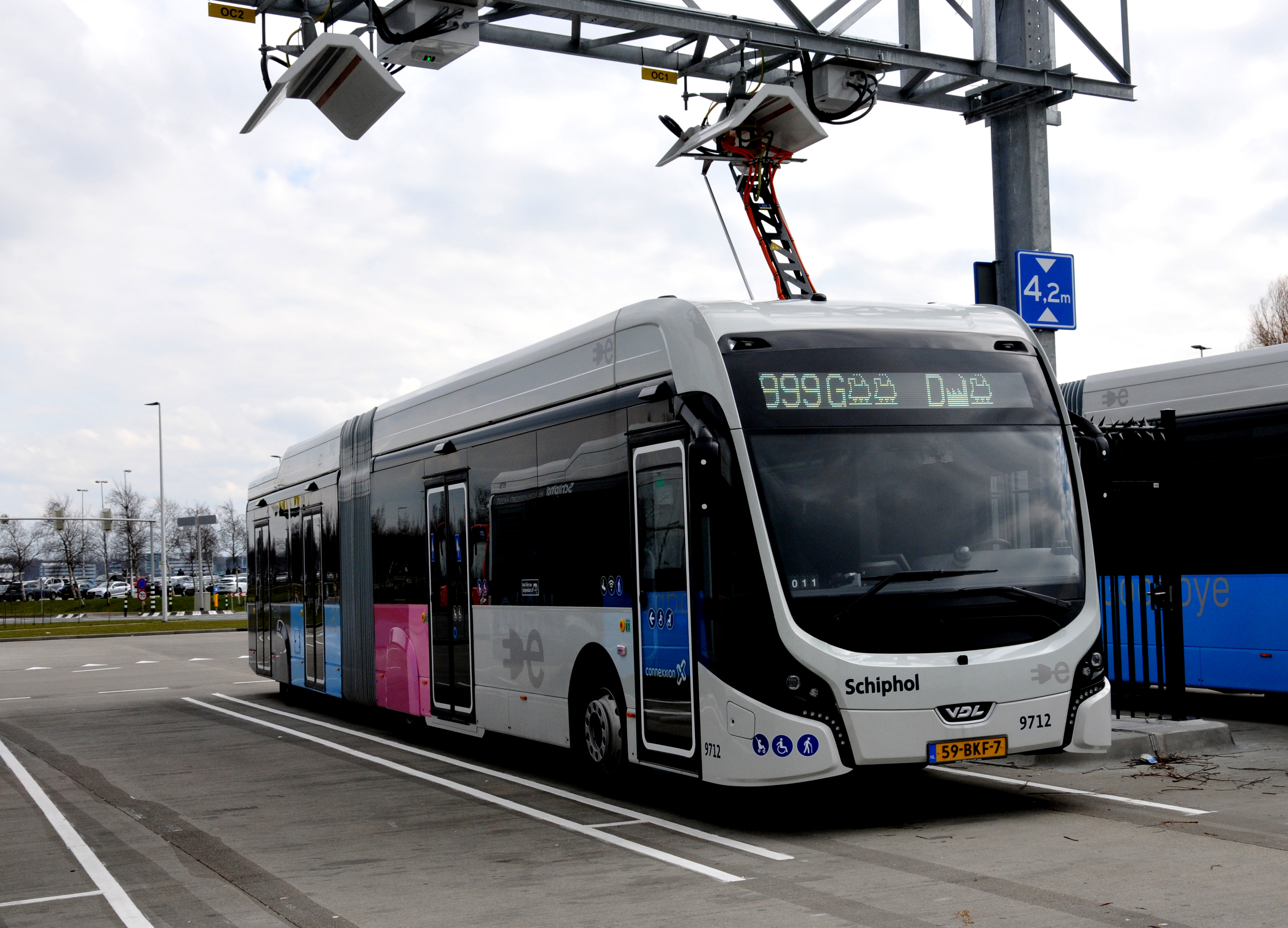
Laadstation voor elektrische bussen.

Knooppunt Schiphol-Noord is een busstation en belangrijk knooppunt voor het openbaar busvervoer op Schiphol-Noord. Het is, behalve opstappunt voor enkele hotels en bedrijven in de nabije omgeving, vooral een overstappunt en is gelegen in de gemeente Haarlemmermeer op de Hugo de Grootstraat, ten noorden van Schiphol en ten zuiden van Badhoevedorp, ten noorden en noordoosten van de Loevesteinse Randweg en ten zuidwesten van de Schipholweg (N232).
Het busstation werd met 5 maanden vertraging op 18 mei 2015 geopend door staatssecretaris Mansveld van Infrastructuur en Waterstaat. Het busstation heeft acht haltes aan een eilandperron en biedt plaats aan 21 buslijnen waarvan veertien daglijnen, vier spitslijnen en drie nachtlijnen van GVB en Connexxion en biedt overstapgelegenheid in alle richtingen in de Schiphol-regio.
Het busstation ontworpen door Claessens Erdmann architects & designers heeft een bijzondere overkapping waar een oude vliegtuighangar uit de tijd van de Tweede Wereldoorlog voor is hergebruikt. Deze hangar werd begin jaren veertig gebouwd in Groot-Brittannië en in 1957 verkocht aan de gemeente Rotterdam. In 2011 werd de hangar gesloopt en tijdelijk opgeslagen in een loods op Schiphol. In 2014 is vervolgens begonnen met montage op de huidige locatie en doet het dienst als overkapping van het busstation. De hangar heeft een dak maar de zijkanten zijn open. Het dak heeft een speciale kleurrijke verlichting die alle kleuren van de regenboog kan vertonen. De hangar heeft zowel binnen als buiten ledverlichting en ook zijn er zonnepanelen op het dak aanwezig. Totaal wordt er meer elektriciteit opgewekt dan dat het station verbruikt (energie positief derhalve). In het busstation bevinden zich voor de overstappende passagiers bankjes, abri's, een kaartautomaat en informatiepanelen zowel statische als elektronische. Ook bevindt zich er een personeelsverblijf voor busbestuurders. Naast het busstation bevinden zich een "kiss & ride-zone" voor automobilisten en een grote fietsenstalling. In 2017 zijn enkele aanvullende faciliteiten geplaatst, zoals een watertappunt (Join the Pipe) en een buitenwerkplek waarbij tevens de mogelijkheid bestaat een mobiele telefoon of laptop op te laden.
De kosten van het busstation bedroegen 15 miljoen euro en het kwam tot stand door een samenwerking van de Stadsregio Amsterdam, de gemeente Haarlemmermeer, Schiphol, de provincie Noord-Holland en het Ministerie van Infrastructuur en Milieu waarvan het ministerie 14 miljoen bijdroeg in het kader van het Actieprogramma Regionaal Openbaar Vervoer. Schiphol Real Estate was de ontwikkelaar van het knooppunt en de hangar overkapping. Het team dat vanuit Schiphol het project ontwikkelde waren: Peter van Wijk, Steffen Kolfschoten en Pieter van der Horst.
In november 2015 won Claessens Erdmann met het knooppunt de ARC Award voor Innovatie: ‘De jury is onder de indruk van de manier van herbestemmen, door de architect omschreven als ‘ontwerpen door niet-ontwerpen’. Deze jaarlijkse awards worden georganiseerd door het vaktijdschrift De Architect.
Het busstation wordt aangedaan door de volgende buslijnen:
- GVB
  - R-net: lijn 369
  - Lijn 245, 246 en 247 (alleen uitstappen, drie, twee en drie ritten in vroege ochtend)
- Connexxion
  - Lijn 200 (één rit in vroege ochtend)
  - R-net: lijnen 300, 356, 397, N30 en N97
  - Schipholnet: lijnen 180, 181, 186, 190, 191, 194, 195, 198, 199 en N90

De nabij gelegen R-net-haltes Elzenhof en Noord zijn bij de ingebruikname van het busstation vervallen.
In maart 2018 werd bij het busstation een laadstation voor het snelladen van vier elektrische bussen voor Schipholnet geplaatst.